# 油蹄貓
油蹄貓，是台灣民間傳說中的妖貓，有讓死者變成殭屍的能力。

## 外觀與能力
油蹄貓的外型跟一般的貓無異，但其腳掌會分泌油脂，導致牠走路時會留下明顯的腳印。
據說這種貓跳過死者的屍體時，貓本身會死去，而其陽氣會進入死者的身體中使死者復活，但復活後的死者會變成無意識的殭屍。這時只能用畚箕或竹掃把打倒它。
不只是油蹄貓，據說白腳黑貓的白蹄貓也有這樣的能力。

## 習俗
因為油蹄貓的傳說，舊時台灣社會在親人死後會派人守在棺材旁邊，這個習俗稱為「守舖」，又稱「驚貓」，就是為了防止油蹄貓打擾死者的安寧。